# Michael Foster (Musiker)
Michael Foster (* 1988 in New York City) ist ein US-amerikanischer Jazz- und Improvisationsmusiker (Bariton-, Sopran- und Tenorsaxophon), Live-Elektronik (auch Klarinette, Komposition).

## Leben und Wirken
Foster wuchs in Los Angeles und New York auf, wo er 2007 seine Schulausbildung abschloss; anschließend studierte er am Bard College bei Marina Rosenfeld, Richard Teitelbaum und Thurman Barker. 2012 kehrte er nach New York City zurück; dort setzte er seine Studien bei Charles Gayle, Ellery Eskelin und Travis LaPlante fort. In den New Yorker Jazz- und Improvisations-Szenen arbeitete er seitdem mit Weasel Walter, Steve Swell, Pascal Niggenkemper, Chris Corsano, Kid Millions, Nate Wooley, Sean Ali, Han Bennink, Andrew Barker, Ted Byrnes, Ben Bennett (Naming the Dust, 2009), Brandon Lopez (Throes are the Only Trouble, 2017) und Leila Bordreuil (The Caustic Ballads, 2016). Foster lebt und arbeitet in Brooklyn.

## Diskographische Hinweise
- Michael Foster, Steve Swell, Brandon Lopez, Weasel Walter: Throes are the Only Trouble (2017)
- Michael Foster, Dave Rempis, Joson Roebke, Tyler Damon: Bottoms Up (2020)
- Michael Foster/Dave Rempis/Jason Roebke/Tyler Damon: The Eagle (Aerophonic, 2020)